# اللجنة التحضيرية لاستقلال إندونيسيا
اللجنة التحضيرية لاستقلال إندونيسيا تم إنشاء اللجنة في 7 أغسطس 1945 للتحضير لنقل السلطة من الاحتلال الياباني إلى إندونيسيا. أقرت اللجنة وأصدرت أول دستور إندونيسي، وعينت سوكارنو رئيسًا.

## الخلفية
في دورتين من مايو إلى يوليو 1945، قررت لجنة التحقيق في الأعمال التحضيرية من أجل الاستقلال بانتشاسيلا كأساس أيديولوجي لإندونيسيا المستقلة، وأصدرت مسودة دستور. مع تحول الحرب ضدهم قرر اليابانيون الذين كانوا يحتلون إندونيسيا  منح الاستقلال من أجل خلق مشاكل للسلطات الاستعمارية الهولندية العائدة. كانت الخطة هي أن تصبح جاوة مستقلة في أوائل سبتمبر، تليها بقية البلاد بعد فترة وجيزة. في 7 أغسطس بعد يوم من إسقاط قنبلة ذرية على هيروشيما أعطى الليفتنانت جنرال هيسيتشي تيراوتشي قائد المنطقة الجنوبية اليابانية ومقره سايجون، تصريحًا بتشكيل اللجنة التحضيرية لاستقلال إندونيسيا.
في 9 أغسطس يوم القصف الذري على ناغازاكي، استدعت السلطات اليابانية الرئيس المستقبل سوكارنو ومحمد حتا ورئيس لجنة التحقيق في الأعمال التحضيرية من أجل الاستقلال رادجيمان ويدودنرينغرات إلى دا لات في الهند الصينية الفرنسية لعقد اجتماع مع الجنرال هيسيتشي تيراوتشي قائد المنطقة الجنوبية. ووعد بأنه سيتم منح الاستقلال الإندونيسي في 24 أغسطس، وعين سوكارنو رئيسًا لـ اللجنة التحضيرية لاستقلال إندونيسيا. بعد تأخير مناقشة مدى استقلال إندونيسيا عند إنشاء لجنة التحقيق في الأعمال التحضيرية، صرح اليابانيون أخيرًا بوضوح أنه سيشمل جزر الهند الشرقية الهولندية السابقة بأكملها. عاد الرجال الثلاثة إلى إندونيسيا ووصلوا في 14 أغسطس. رفض الإندونيسيين أي استقلال يهبه اليابانيون، مفضلين الفوز به بقوة السلاح. في 17 أغسطس 1945، بعد يومين من استسلام اليابان أعلن سوكارنو الاستقلال.

## أعمال اللجنة
اجتمعت اللجنة لأول مرة في 18 أغسطس. انتخب سوكارنو رئيسًا وهاتا نائباً لرئيس إندونيسيا. أنشأت لجنة من سبعة أعضاء بما في ذلك سوكارنو وحتا وسوبومو ومحمد يامين للموافقة على الدستور الذي بدأته لجنة التحقيق في الأعمال التحضيرية من أجل الاستقلال في يوليو ولإجراء تغييرات أخرى. كان أحد التغييرات المهمة هو حذف التزام المسلمين من الشريعة الإسلامية الواردة في ميثاق جاكرتا، حيث شعروا أن هذا سيؤدي إلى عزل المسيحيين. استغرقت التغييرات أقل من أسبوع، وتم نشر الدستور في طبعة 14 فبراير 1946 من بيرتا ريبابليك إندونيسيا وهي الجريدة الرسمية. في الجلسة نفسها قررت اللجنة أيضًا أن الرئيس سوف تساعده لجنة وطنية.
في 19 أغسطس اجتمعت اللجنة مرة أخرى وقسمت إندونيسيا إلى ثماني مقاطعات: غرب ووسط وجاوة الشرقية، وسومطرة ، وكليمنتان، وسولاوسي ومالوكو وسوندا الصغرى. في اجتماعه الثالث المنعقد في 22 أغسطس قررت اللجنة الوطنية الإندونيسية الوسطى
```
تأسيس اللجنة الوطنية الإندونيسية المركزية وهي هيئة تابعة للحزب الوطني الإندونيسي بالإضافة لوكالة أمن الشعب والقوات المسلحة الوطنية الإندونيسية.
[
1
]
[
2
]
 تم حل اللجنة من قبل سوكارنو في 29 أغسطس وحل محلها اللجنة الوطنية الإندونيسية المركزية.
[
3
]
```